# Потрійна альфа-реакція

Схема потрійної альфа-реакції

Потрійна альфа-реакція — послідовність термоядерних реакцій, унаслідок яких три альфа-частинки (ядра гелію-4) утворюють ядро вуглецю-12.
Реакція розпочинається у зорях за температури понад 1,5×108 К та густини 5×104 г/см³ і відбувається у два етапи:
- спочатку утворюється метастабільне (резонансне) ядро берилію-8: 
{\displaystyle \mathrm {_{2}^{4}He} +\mathrm {_{2}^{4}He} \rightarrow \mathrm {_{4}^{8}Be} -Q}, Q = 0,092 МеВ 
період його напіврозпаду — 10−16 с.
- За короткий час свого існування деякі з утворених ядер берилію взаємодіють ще з однією альфа-частинкою й утворюється збуджене ядро вуглецю-12:
{\displaystyle \mathrm {_{4}^{8}Be} +\mathrm {_{2}^{4}He} \rightarrow \mathrm {_{6}^{12}C} +Q}, Q = 7,367 МеВ
 Друга реакція теж відбувається у резонансі й має досить значний перетин, оскільки другий збуджений стан ядра вуглецю-12 (12C**) має енергію 7,65 МеВ, близьку до енергії, що виділяється під час об'єднання двох ядер[1].

Існування збудженого стану ядра вуглецю-12 було передбачено Фредом Хойлом з астрофізичних міркувань (антропний принцип) ще до його експериментального відкриття. Відповідні резонанси було знайдено Вільямом Фаулером.
У зір з масою понад 2,25 маси Сонця реакція розпочинається на стадії головної послідовності. У зір з масою від 0,5 до 2,25 M☉ спочатку формується вироджене гелієве ядро (внаслідок перетворення гідрогену на гелій у центральній частині зорі) і реакція розпочинається лише на стадії червоного гіганта, після досягнення потрібної температури та густини, у вигляді спалаху.